# CCC Team 2020
Questa voce raccoglie le informazioni riguardanti la squadra ciclistica CCC Team nelle competizioni ufficiali della stagione 2020.
Si trattò della quattordicesima e ultima stagione a livello UCI, la decima come World Team, per la formazione polacca, nota fino al 2018 come BMC Racing Team. Il principale successo stagionale arrivò con Josef Černý, vincitore in solitaria sul traguardo di Asti nella diciannovesima tappa del Giro d'Italia.

## Organico
Aggiornato al 31 dicembre 2020.

### Staff tecnico
|  | Naz.                   | Ruolo | Sportivo           |  |  |  |
|  | ---------------------- | ----- | ------------------ |  |  |  |
|  | Stati Uniti (bandiera) | GM    | Piotr Wadecki      |  |  |  |
|  | Canada (bandiera)      | DS    | Steve Bauer        |  |  |  |
|  | Italia (bandiera)      | DS    | Fabio Baldato      |  |  |  |
|  | Belgio (bandiera)      | DS    | Noël Dejonckheere  |  |  |  |
|  | Italia (bandiera)      | DS    | Gabriele Missaglia |  |  |  |
|  | Italia (bandiera)      | DS    | Marco Pinotti      |  |  |  |
|  | Italia (bandiera)      | DS    | Valerio Piva       |  |  |  |
|  | Stati Uniti (bandiera) | DS    | Jackson Stewart    |  |  |  |

### Rosa
|  | Naz.                     |  | Sportivo                 | Anno |  |  |
|  | ------------------------ |  | ------------------------ | ---- |  |  |
|  | Stati Uniti (bandiera)   |  | William Barta            | 1996 |  |  |
|  | Nuova Zelanda (bandiera) |  | Patrick Bevin            | 1991 |  |  |
|  | Rep. Ceca (bandiera)     |  | Josef Černý              | 1993 |  |  |
|  | Spagna (bandiera)        |  | Víctor de la Parte       | 1986 |  |  |
|  | Italia (bandiera)        |  | Alessandro De Marchi     | 1986 |  |  |
|  | Germania (bandiera)      |  | Simon Geschke            | 1986 |  |  |
|  | Polonia (bandiera)       |  | Kamil Gradek             | 1990 |  |  |
|  | Rep. Ceca (bandiera)     |  | Jan Hirt                 | 1991 |  |  |
|  | Russia (bandiera)        |  | Pavel Kočetkov           | 1986 |  |  |
|  | Germania (bandiera)      |  | Jonas Koch               | 1993 |  |  |
|  | Polonia (bandiera)       |  | Kamil Małecki            | 1996 |  |  |
|  | Italia (bandiera)        |  | Jakub Mareczko           | 1994 |  |  |
|  | Italia (bandiera)        |  | Fausto Masnada           | 1993 |  |  |
|  | Polonia (bandiera)       |  | Michał Paluta            | 1995 |  |  |
|  | Belgio (bandiera)        |  | Serge Pauwels            | 1983 |  |  |
|  | Stati Uniti (bandiera)   |  | Joey Rosskopf            | 1989 |  |  |
|  | Polonia (bandiera)       |  | Szymon Sajnok            | 1997 |  |  |
|  | Svizzera (bandiera)      |  | Michael Schär            | 1986 |  |  |
|  | Italia (bandiera)        |  | Matteo Trentin           | 1989 |  |  |
|  | Ungheria (bandiera)      |  | Attila Valter            | 1998 |  |  |
|  | Belgio (bandiera)        |  | Greg Van Avermaet        | 1985 |  |  |
|  | Belgio (bandiera)        |  | Gijs Van Hoecke          | 1991 |  |  |
|  | Belgio (bandiera)        |  | Nathan Van Hooydonck     | 1995 |  |  |
|  | Belgio (bandiera)        |  | Guillaume Van Keirsbulck | 1991 |  |  |
|  | Spagna (bandiera)        |  | Francisco Ventoso        | 1982 |  |  |
|  | Polonia (bandiera)       |  | Łukasz Wiśniowski        | 1991 |  |  |
|  | Russia (bandiera)        |  | Il'nur Zakarin           | 1989 |  |  |
|  | Germania (bandiera)      |  | Georg Zimmermann         | 1997 |  |  |

## Palmarès
Aggiornato al 31 dicembre 2020.

### Corse a tappe
World Tour
- Giro d'Italia (2.UWT)

19ª tappa (Josef Černý)
Continental
- Tour Poitou-Charentes en Nouvelle-Aquitaine (2.1)

3ª tappa, 2ª semitappa (Josef Černý)
- Tour de Hongrie (2.1)

2ª tappa (Jakub Mareczko)
3ª tappa (Jakub Mareczko)
4ª tappa (Jakub Mareczko)
5ª tappa (Attila Valter)
Classifica generale (Attila Valter)

### Campionati nazionali
- Campionati cechi

Cronometro (Josef Černý)
- Campionati polacchi

Cronometro (Kamil Gradek)